# Proton Gen-2
La Proton Gen-2 est une automobile malaisienne sortie en 2004. C'est la première de la marque conçue par le Studio Lotus à Hethel. Elle est commercialisée en Chine sous le nom d’Europestar RCR, puis de Lotus L3, de 2008 à 2013.